# ID4
ID4 (англ. Inhibitor of DNA binding 4, HLH protein) – білок, який кодується однойменним геном, розташованим у людей на короткому плечі 6-ї хромосоми. Довжина поліпептидного ланцюга білка становить 161 амінокислот, а молекулярна маса — 16 622.
| 10         |  | 20         |  | 30         |  | 40         |  | 50         |
| ---------- |  | ---------- |  | ---------- |  | ---------- |  | ---------- |
| MKAVSPVRPS |  | GRKAPSGCGG |  | GELALRCLAE |  | HGHSLGGSAA |  | AAAAAAAARC |
| KAAEAAADEP |  | ALCLQCDMND |  | CYSRLRRLVP |  | TIPPNKKVSK |  | VEILQHVIDY |
| ILDLQLALET |  | HPALLRQPPP |  | PAPPHHPAGT |  | CPAAPPRTPL |  | TALNTDPAGA |
| VNKQGDSILC |  | R          |  |            |  |            |  |            |

A: Аланін

C: Цистеїн

D: Аспарагінова кислота

E: Глутамінова кислота

G: Гліцин

H: Гістидин

I: Ізолейцин

K: Лізин

L: Лейцин

M: Метіонін

N: Аспарагін

P: Пролін

Q: Глутамін

R: Аргінін

S: Серин

T: Треонін

V: Валін

Кодований геном білок за функцією належить до репресорів. 
Задіяний у таких біологічних процесах, як транскрипція, регуляція транскрипції. 
Локалізований у ядрі.